# Intersecciones en Antropología
Intersecciones en Antropología es una revista académica publicada por la Universidad Nacional del Centro de la Provincia de Buenos Aires (Argentina). Abarca trabajos sobre arqueología, antropología biológica y antropología social, y disciplinas afines.

## Objetivos e historia
Se trata de una revista científica de de acceso abierto, gratuita, revisada por pares con periodicidad anual entre los años 2000 y 2008; para tomar una periodicidad semestral a partir del 2009. Entre los años 2015 y 2016 salieron tres números al año y entre uno y dos suplementos especiales. El objetivo de la revista es dar divulgación de resultados de investigación, de metodologías, experiencias de campo y de abordajes teóricos de las disciplinas vinculadas con los estudios antropológicos, con un mayor énfasis en lo arqueológico, tanto a nivel nacional de Argentina como de Sudamérica.
Es una publicación gratuita y no se cobran costos de procesamiento ni envío de los artículos. Comenzó a ser publicada en el año 2000 y hasta el año 2022 ha publicado 22 tomos. La editora en jefe al año 2022 es Mariela E. González.

## Resumen e indexación
La revista está indexada en: Anthropological Literature (HOLLIS 009867824); Arts and Humanities Citation Index; Directorio y Catálogo Latindex (Folio No. 15044); EBSCO databases; LatinRev; Núcleo Básico de Revistas Científicas Argentinas (CAICYT-CONICET); Redalyc; Scopus; Social Sciences Citation Index; The Zoological Record. Según Journal Citation Reports, la revista Intersecciones en Antropología tenía en el año 2019 un factor de impacto de 0,513.